# Cratere Moseley
Moseley è un cratere lunare di 88,89 km situato nella parte nord-orientale della faccia nascosta della Luna.